# Mombaldone
Mombaldone är en ort och kommun i provinsen Asti i regionen Piemonte i Italien. Kommunen hade 200 invånare (2018).